# 白沙水库 (禹州)
白沙水库位于中国河南省禹州市与登封市交界处，因大坝紧靠禹州市白沙村而得名，是以防洪、灌溉、供水和渔业为主要功能的大（二）型水库。白沙水库是中华人民共和国成立后最早兴建的大型水库之一。
2005年8月被水利部授予国家水利风景区，2009年9月荣获“河南省十大最美的湖”美誉。